# Pays-Bas au Concours Eurovision de la chanson junior
Les Pays-Bas participent au Concours Eurovision de la chanson junior depuis 2003.

## Participation
Les Pays-Bas sont la seule nation à avoir envoyé un représentant à chaque édition du Concours Eurovision de la chanson junior, et est ainsi le pays enregistrant le plus de participations au concours (19 en 2021). La Biélorussie était la seule autre nation à avoir fait de même mais le pays a été contraint au retrait en 2021 à la suite de la suspension de leur diffuseur officiel de l'UER pendant trois ans.
Par ailleurs, le groupe représentant les Pays-Bas au 2007, Lisa, Amy & Shelley désormais connue sous le nom d'O'G3NE, ayant terminé à la 11e place, représente à nouveau leur pays dix ans plus tard pour l'édition adulte du concours en 2017.

## Résultats
Le pays a remporté à une reprise le concours, en 2009, avec la chanson « Click-Clack » interprété par Ralf Mackenbach en néerlandais et en anglais recueillant 121 points.
En 2021, le pays obtient son pire résultat ainsi qu'une première dernière place avec un score de 43 points.

## Pays hôte
Le pays a organisé le concours à deux reprises, en 2007 et en 2012. 
La 5e édition s'est déroulée le 8 décembre 2007 au Ahoy Rotterdam dans la ville de Rotterdam. La soirée a été présentée par Sipke Jan Bousema et Kim-Lian van der Meij.
À la suite de sa seconde place obtenue en 2011, le pays organise la 10e édition du concours, célébrée le 1 décembre 2012 au Heineken Music Hall à Amsterdam, par Ewout Genemans et Kim-Lian van der Meij.

## Représentants
| Édition | Année | Artiste             | Chanson                            | Langue                         | Traduction du titre       | Place | Points |
| ------- | ----- | ------------------- | ---------------------------------- | ------------------------------ | ------------------------- | ----- | ------ |
| 1re     | 2003  | Roel                | Mijn ogen zeggen alles             | Néerlandais                    | Mes yeux disent tout      | 11    | 23     |
| 2e      | 2004  | Klaartje et Nicky   | Hij is een kei                     | Néerlandais                    | Il est le meilleur        | 11    | 27     |
| 3e      | 2005  | Tess                | Stupid                             | Néerlandais                    | Stupide                   | 07    | 82     |
| 4e      | 2006  | Kimberly            | Goed                               | Néerlandais                    | Bon                       | 12    | 44     |
| 5e      | 2007  | Lisa, Amy & Shelley | Adem in, adem uit                  | Néerlandais                    | Inspirez, expirez         | 11    | 39     |
| 6e      | 2008  | Marissa             | 1 Dag                              | Néerlandais                    | Un jour                   | 13    | 27     |
| 7e      | 2009  | Ralf                | Click-Clack                        | Néerlandais, anglais           | –                         | 01    | 121    |
| 8e      | 2010  | Anna & Senna        | My Family                          | Néerlandais, anglais           | Ma famille                | 09    | 52     |
| 9e      | 2011  | Rachel              | Teenager                           | Néerlandais                    | Je suis une adolescente   | 02    | 103    |
| 10e     | 2012  | Femke               | Tik Tak Tik                        | Néerlandais                    | –                         | 07    | 69     |
| 11e     | 2013  | Mylène & Rosanne    | Double Me                          | Néerlandais, anglais           | Double moi                | 08    | 59     |
| 12e     | 2014  | Julia               | Around                             | Néerlandais, anglais           | Autour                    | 08    | 70     |
| 13e     | 2015  | Shalisa             | Million Lights                     | Néerlandais, anglais           | Des lumières par millions | 15    | 35     |
| 14e     | 2016  | Kisses              | Kisses and Dancin'                 | Néerlandais, anglais           | Baisers et danser         | 08    | 174    |
| 15e     | 2017  | Fource              | Love Me                            | Néerlandais, anglais           | Aime-moi                  | 04    | 156    |
| 16e     | 2018  | Max & Anne          | Samen (Together)                   | Néerlandais, anglais           | Ensemble                  | 13    | 91     |
| 17e     | 2019  | Matheu              | Dans Met Jou                       | Néerlandais, anglais           | Danse avec toi            | 04    | 186    |
| 18e     | 2020  | Unity               | Best Friends                       | Néerlandais, anglais           | Meilleurs amies           | 04    | 131    |
| 19e     | 2021  | Ayana               | Mata Sugu Aō Ne (またすぐ会おうね) | Néerlandais, anglais, japonais | À bientôt                 | 19    | 43     |
| 20e     | 2022  | Luna                | La Festa                           | Néerlandais, anglais           | La fête                   | 07    | 128    |
| 21e     | 2023  | Sep & Jasmijn       | Holding On To You                  | Néerlandais, anglais           | Tenir bon pour toi        | 07    | 122    |
| 22e     | 2024  | Stay Tuned          | Music                              | Néerlandais, anglais           | Musique                   | 10    | 91     |
| 23e     | 2025  |                     |                                    |                                |                           |       |        |

- Première place
- Deuxième place
- Troisième place
- Dernière place
- Pays-Bas organisateurs

## Galerie

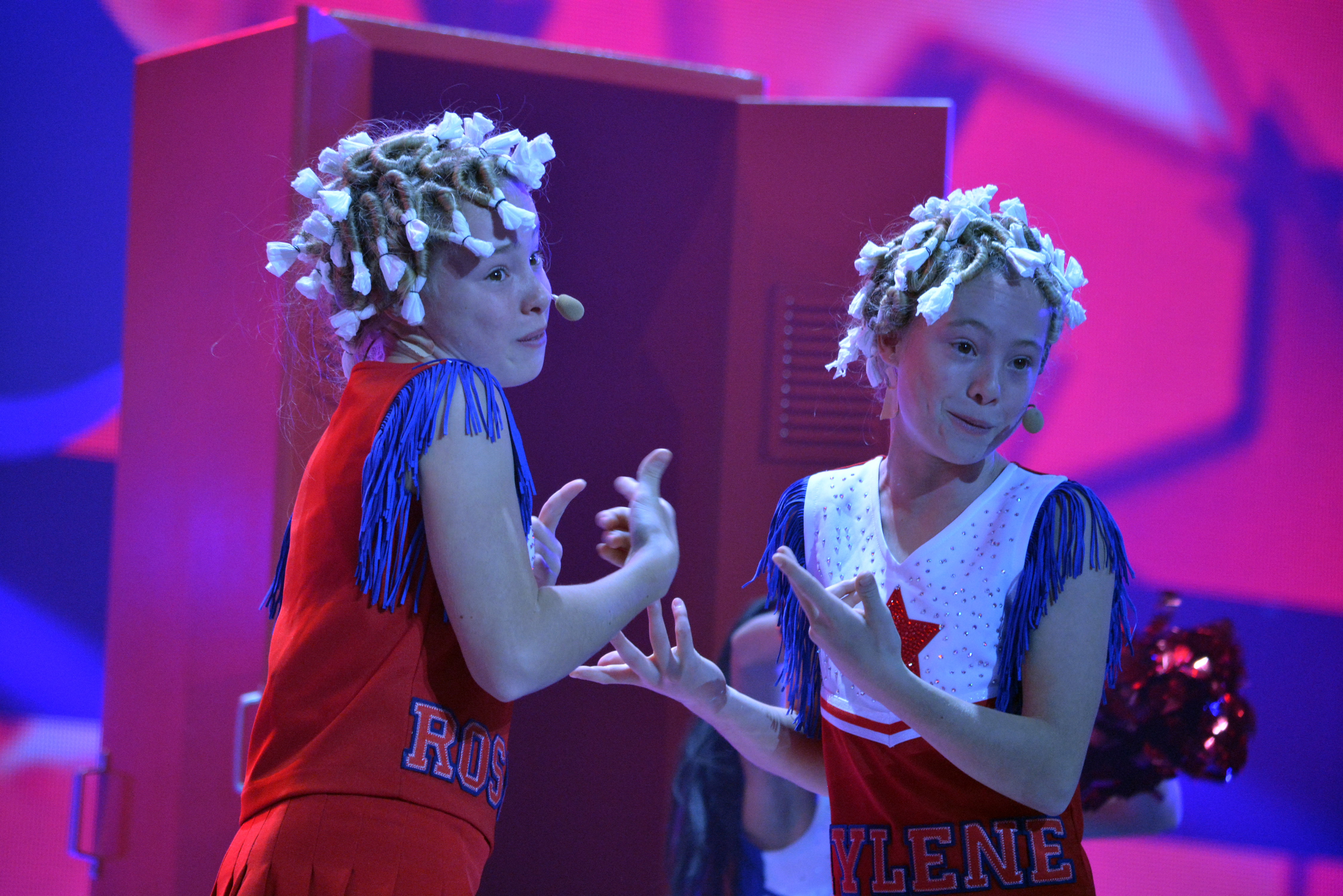
Mylenne & Rosanne à Kiev (2013)
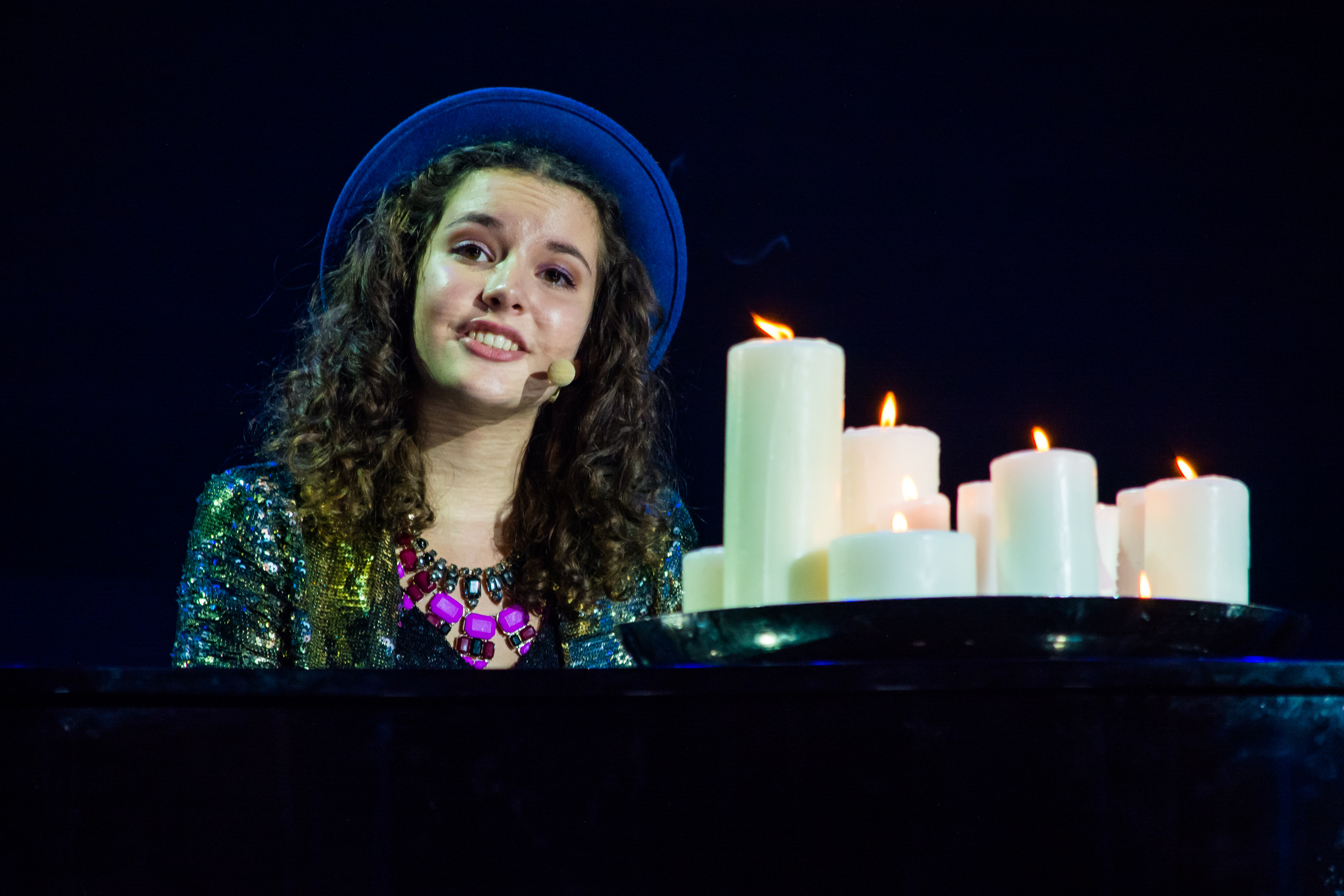
Shalisa à Sofia (2015)
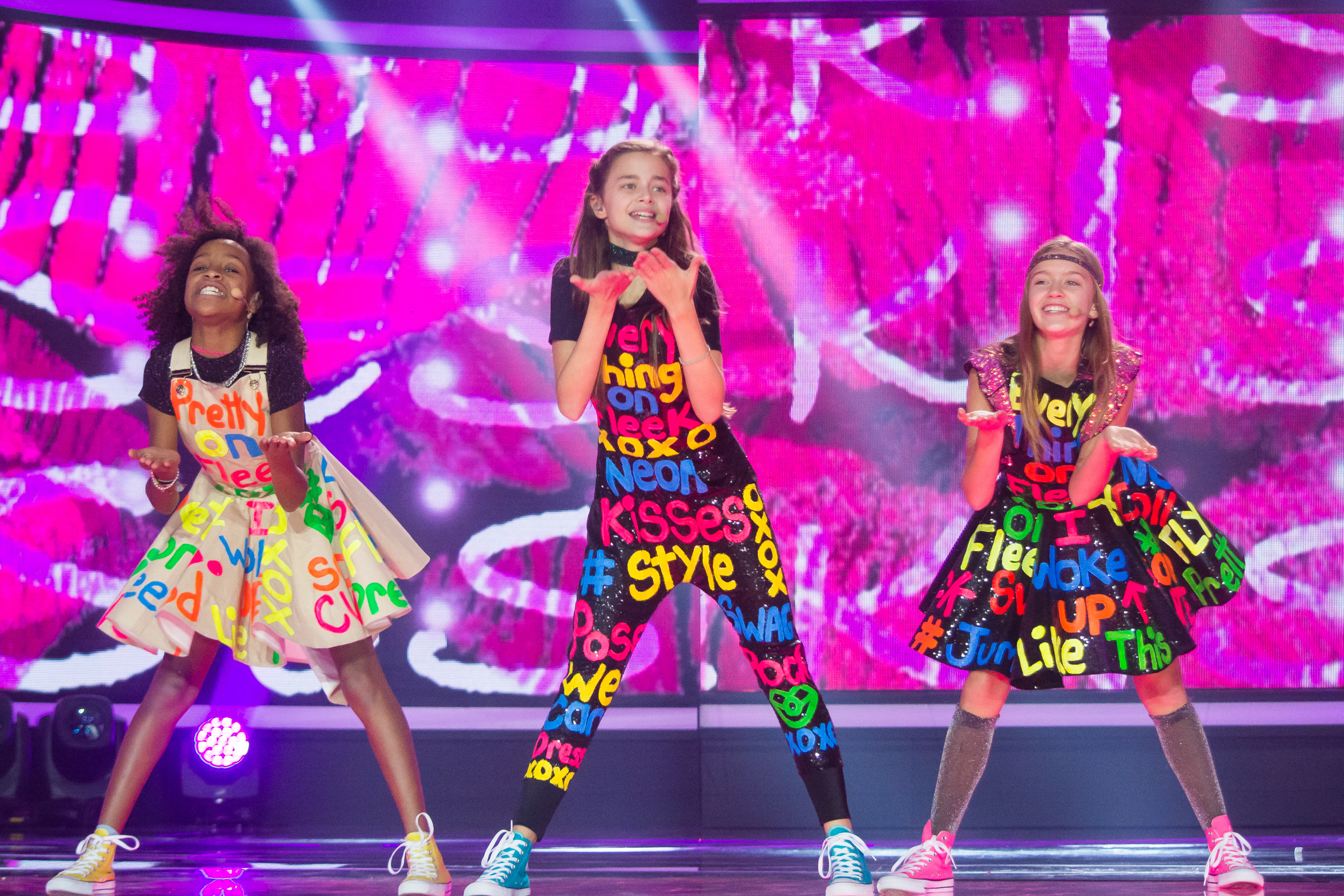
Kisses à La Valette (2016).
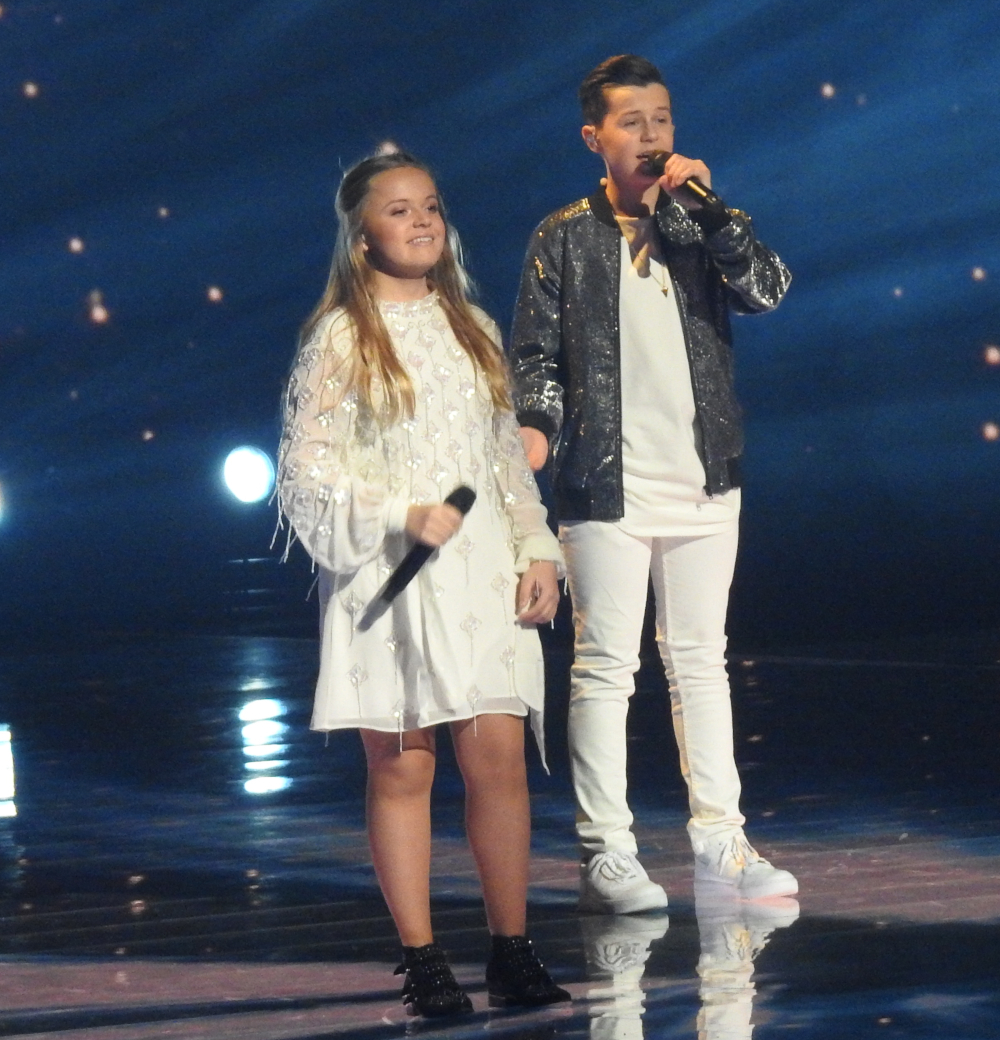
Max & Anne à Minsk (2018).
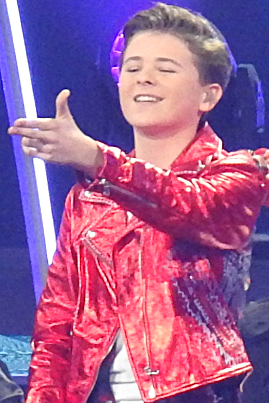
Matheu à Gliwice (2019).
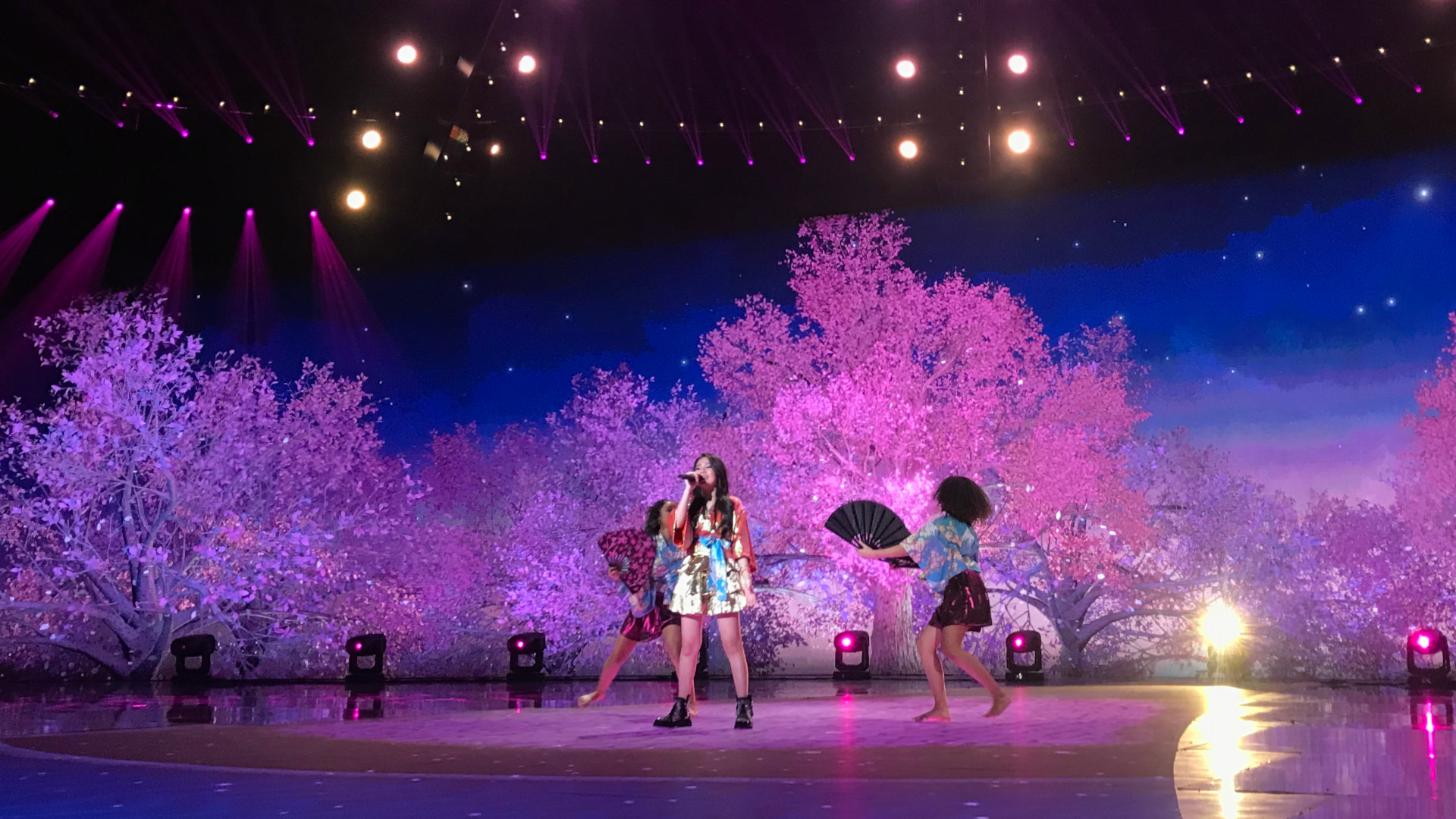
Ayana à Paris (2021).
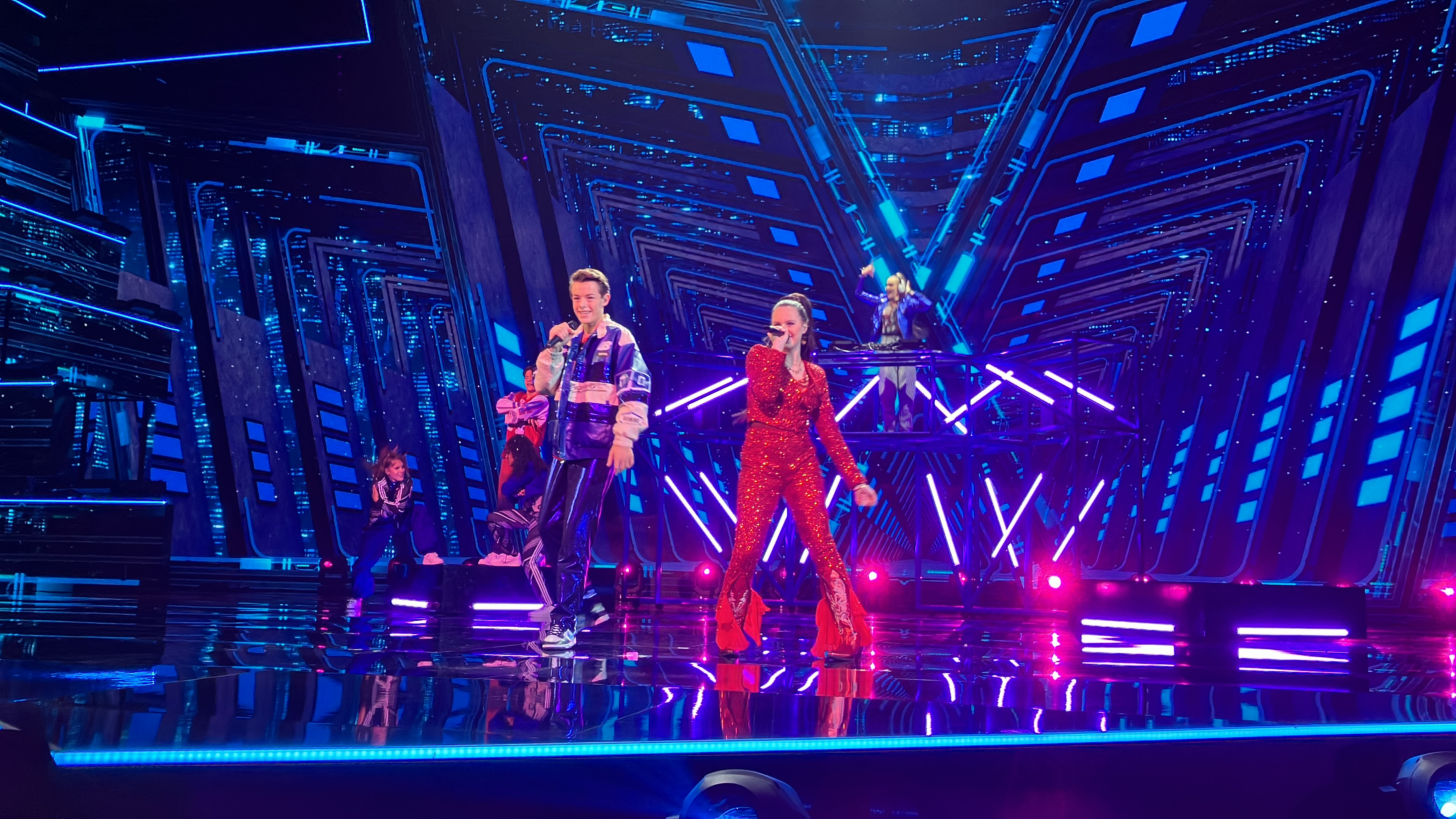
Sep et Jasmijn à Nice (2023).

## Historique de vote
| Rang | Pays        | Points |
| ---- | ----------- | ------ |
| 1    | Belgique    | 97     |
| 2    | Arménie     | 93     |
| 3    | Géorgie     | 83     |
| 4    | Russie      | 78     |
| 5    | Biélorussie | 77     |

| Rang | Pays     | Points |
| ---- | -------- | ------ |
| 1    | Belgique | 98     |
| 2    | Arménie  | 73     |
| 3    | Suède    | 64     |
| 4    | Géorgie  | 60     |
| 5    | Malte    | 57     |